# With My Own Two Wheels
With My Own Two Wheels é um filme de 2010 dos irmãos Jacob e Isaac Seigel-Boettner sobre o poder transformador das bicicletas. Foi exibido no Mountainfilm Festival em Telluride, Colorado.

## Sinopse
O filme foca-se em cinco indivíduos de todo o mundo: Fred, um cuidador da Zâmbia que pedala de aldeia em aldeia visitando pacientes com SIDA; Carlos, na Guatemala, que inventou um dispositivo movido a pedal que oferece uma alternativa em pequena escala às máquinas movidas a diesel; Sharkey, que evita a vida de gangues trabalhando numa loja de bicicletas no bairro de Santa Barbara, Califórnia; Bharati, uma jovem na Índia que recebe educação porque tem uma bicicleta para ir à escola; e Mirriam, uma mecânica de bicicletas em Gana, afetada pela poliomielite.

## Prémios
- Seleção oficial - San Luis Obispo International Film Festival
- Seleção oficial - Festival Internacional de Cinema de Santa Bárbara
- Nomeado – 2011 Fund for Santa Barbara Social Justice in Documentary Film Award
- Vencedor - Judith Lee Stronach Baccalaureate Prize – UC Berkeley